# John Buchan
John Buchan, 'bʌxən, från 1935 1:e baron Tweedsmuir (alias Lord Tweedsmuir), född 26 augusti 1875 i Perth, Perth and Kinross, död 11 februari 1940 i Montréal, Québec, var en brittisk författare av äventyrs- och spionromaner samt Kanadas generalguvernör från 1935 fram till sin död. 

## Biografi
Buchan deltog i första världskriget som krigskorrespondent. Han tjänstgjorde 1916-17 vid den brittiska generalstaben i Frankrike, och var 1917-18 chef för den officiella politiska propagandaverksamheten. Under en längre tids sjukdom började Buchan skriva om Richard Hannay, i sin mest berömda roman The 39 Steps (publicerad på svenska under titlarna De trettionio trappstegen och De trettionio stegen). Boken har filmats flera gånger; mest känd är versionen från 1935, De 39 stegen, regisserad av Alfred Hitchcock.
Utöver hans många äventyrsromaner, varav Prester John (1910) blev hans genombrott, skrev han även A History of the Great War (4 band 1921-22) där han skildrar sina upplevelser under första världskriget.

## Böcker översatta till svenska
- Prester John (1910)
  - Afrikas siste konung (översättning Hildegard Wieselgren, Åhlén & Åkerlund, 1918)
  - Afrikas siste konung: äventyrsroman (översättning Allan Petre, Saxon & Lindström, 1939)
- The Thirty-Nine Steps (1915)
  - De trettionio trappstegen: äventyrsroman (översättning Lisa Ringenson, Åhlén & söner, 1936
  - De trettionio stegen (översättning Bertil Lagerström, Bonnier, 1957)
  - De trettionio stegen (översättning Ingrid och Tryggve Emond, Trevi, 1978)
  - De 39 stegen (bearbetning Tony Evans, översättning Hans Peterson, Vilja, 2014) ["lättläst för vuxna"]
  - De trettionio stegen (översättning Britt Arenander, Saturn förlag, 2020
- The Battle of the Somme, First Phase (1916)
  - Slaget vid Somme (anonym översättning, Lundberg & Olzon, 1917)
- Greenmantle (1916)
- Grönmantel: en storpolitisk spioneri- och äventyrsroman (okänd översättare, Svenska förlaget, 1918-1919)
- The three hostages (1924)
  - De tre som gisslan (översättning Hildegard Wieselgren, Skoglund, 1925)
- The Island of Sheep (1936)
  - Affären Haraldsen (översättning Lisa Ringenson, Åhlén & söner, 1937)

## Filmatiseringar, urval
- Huntingtower
  - 1927 Huntingtower (svart/vit stumfilm), regisserad av George Pearson
  - 1957 Huntingtower (TV-serie i 6 avsnitt), regisserad av Shaun Sutton
  - 1978 Huntingtower (TV-serie i 6 avsnitt), regisserad av Bob Hird
- De 39 stegen
  - 1935 De 39 stegen (svart/vit film), regisserad av Alfred Hitchcock
  - 1959 De 39 stegen (färgfilm), regisserad av Ralph Thomas
  - 1978 De 39 stegen (färgfilm), regisserad av Don Sharp

- 1954 Witchwood (svart/vit TV-film), BBC Sunday Night Theatre